# Millan Baçi
Millan Baçi (Tirana, 3 novembre 1955) è un ex calciatore albanese, di ruolo centrocampista.

## Carriera

### Nazionale
Ha collezionato 7 presenze ed un gol con la Nazionale albanese.